# Канайе, Аньес
Анье́с Канайе́ (фр. Agnès Canayer) — французский политик, сенатор от департамента Приморская Сена.

## Биография
Родилась 21 сентября 1965 года. В 2008 году была избрана в городской совет Гавра, заняла пост вице-мэра. В 2014 году была переизбрана и назначена вторым вице-мэром по социальным вопросам.
В 2012 году Аньес Канайе была выдвинута кандидатом правых на выборах в Национальное собрание по 8-му избирательному округу департамента Приморская Сена, но не смогла даже выйти во 2-й тур голосования. В 2014 году была включена под третьим номером в список правых на выборах в Сенат и была избрана. В Сенате является членом комиссии по социальным вопросам.
21 сентября 2024 года назначена министром-делегатом по делам семьи и детства в правительстве Барнье.
23 декабря 2024 года при формировании правительства Байру не получила никакого назначения.

## Занимаемые выборные должности
с 03.2008 — вице-мэр Гавра 

с 28.09.2004 — сенатор от департамента Приморская Сена 